# Hayden White
Hayden V. White, född 12 juli 1928 i Martin i Tennessee, död 5 mars 2018 i Santa Cruz i Kalifornien, var en amerikansk historiker. Han var professor vid University of California. Han är bland annat känd för boken Metahistory: The Historical Imagination in Nineteenth-Century Europe (1973).

## Biografi
Hayden V. White föddes i Martin i Tennessee år 1928. Han avlade doktorsexamen vid University of Michigan. I sin forskning var han influerad av bland andra
Aristoteles, Max Weber, Jean-Paul Sartre, Maurice Merleau-Ponty, Roland Barthes och Erich Auerbach.
I sitt magnum opus Metahistory: The Historical Imagination in Nineteenth-Century Europe från 1973 anlägger White ett strukturalistiskt perspektiv för att undersöka den historiska kunskapens funktion. Han beskriver även vad han benämner som "historiens poesi".